# Ammothea ovatoides
Ammothea ovatoides là một loài nhện biển trong họ Ammotheidae. Loài này thuộc chi Ammothea. Ammothea ovatoides được miêu tả khoa học năm 1973 bởi Stock.